# Morr Music
Morr Music è un'etichetta discografica indipendente con sede a Berlino, Germania, fondata nel 1991 da Thomas Morr.
La maggior parte degli artisti della label rientrano nel genere musicale dell'elettronica e nei suoi derivati, come l'indietronica, l'I.D.M. o il dreampop.
Tutti gli artisti rispecchiano il gusto personale del fondatore e sono da lui filtrati personalmente.
Il risultato osservabile dalle produzioni di questa etichetta è una concreta coesione estetica tra gli elementi visivi e quelli fonetici.

## Genere e stile musicale
Lo stile musicale dell'etichetta è caratterizzato dall'ibridazione di elettronica e, o indie, o rock shoegazer. In generale, gli artisti di questa label riescono a combinare questi elementi in un modo che può fare appello al pop, alla dance, o al rock di stampo elettronico. Il suono shoegazing è qui rappresentato attraverso il dispiegamento di melodie pop-rock sepolte sotto strati di effetti digitali, di elaborazione del segnale, come ad esempio la distorsione, il riverbero, il flanger, il phaser ecc.
Un perfetto manifesto per questo genere musicale è la compilation Blue Skied an' Clear, un doppio album che contiene alcune tracce degli Slowdive, rielaborate appositamente da vari artisti in uno stile indietronico tipico della Morr Music.
Sono in molti coloro che pensano che Morr Music sia stata l'etichetta che abbia consacrato definitivamente l'indietronica.

## Artisti in produzione
- Amiina
- Apfelsin Bros
- B. Fleischmann
- Butcher the Bar
- Borko
- Bobby Baby
- Duo 505
- Fenster
- F. S. Blumm
- FM Belfast
- Guther
- Isan
- It's a Musical
- Lali Puna
- Kira Kira

- Masha Qrella
- Ms. John Soda
- múm
- Orcas
- Pascal Pinon
- Populous With Short Stories
- Radical Face
- Sóley
- Seabear
- Sin Fang
- The Clean
- Telekinesis
- The Go Find
- Tied & Tickled Trio

## Artisti prodotti
- The American Analog Set
- Benni Hemm Hemm
- Backyard - The Movie
- Contriva
- Couch
- Electric President
- Herrmann & Kleine
- Christian Kleine
- Limp
- Manual

- Opiate
- The Notwist
- People Press Play
- Phonem
- Seavault
- Solvent
- Styrofoam
- Surf City
- Tarwater